# Richard Heidrich
Richard Heidrich (ur. 27 lipca 1896 w Lawalde, zm. 22 grudnia 1947 w Hamburgu) – niemiecki generał, Fallschirmjäger (spadochroniarz) z okresu II wojny światowej.

## Początki kariery
Richard Heidrich zgłosił się na ochotnika do wojska w czasie I wojny światowej. Dosłużył się stopnia oficerskiego i został odznaczony Krzyżem Żelaznym I Klasy. Po wojnie pozostał w szeregach Reichswehry i służył na różnych stanowiskach w piechocie. W roku 1925 został awansowany do stopnia porucznika, a w 1931 kapitana.
W roku 1938 w stopniu majora dowodził sformowanym z własnej inicjatywy batalionem spadochroniarzy, którzy (wszyscy bez wyjątku) byli ochotnikami z wojsk lądowych. 1 stycznia 1939 roku Heidrich i jego oddział zostali przeniesieni do Luftwaffe. Wkrótce Fallschirmjäger, wciąż na wstępnym etapie rozwoju, zostali uzupełnieni 2. batalionem, co było wstępem do formowania 1 Pułku Spadochronowego. Heidrich został członkiem sztabu nowo powstałej 7 Dywizji Spadochronowej, ale przed wybuchem wojny, na jego własną prośbę ponownie skierowano go do wojsk lądowych, gdzie objął dowodzenie 514 Pułku Piechoty.

## Na frontach II wojny światowej
Skierowany na front zachodni, uczestniczył, na czele swego pułku, w kampanii francuskiej. Pod koniec czerwca 1940 roku generał Kurt Student zdołał przekonać Heidricha, że powinien wrócić do Luftwaffe. Po ponownej zmianie munduru sformował 3 Pułk Spadochronowy, którym dowodził z powodzeniem podczas bitwy o Kretę.
Od listopada 1942 roku Heidrich dowodził 1 Dywizją Spadochronową, która brała udział w walkach na froncie wschodnim. 12 lipca 1943 roku dywizja została przerzucona na Sycylię, by powstrzymać aliancki desant. Spadochroniarze Heidricha brali udział, aczkolwiek bez powodzenia, w walkach o Ponte di Primosole.
Najcięższe walki czekały 1 Dywizję Spadochronową po lądowaniu wojsk sprzymierzonych na Półwyspie Apenińskim, głównie w czasie walk w Ortonie i czterech krwawych natarć Aliantów na Monte Cassino. Pododdziały dywizji, pod bezpośrednim dowództwem Heidricha, brały również udział w walkach na przyczółku Anzio-Nettuno. W końcu, mianowany dowódcą I Korpusu Wojsk Spadochronowych, Heidrich zawiadywał spadochroniarzami podczas ich odwrotu aż do granicy austriackiej, gdzie ostatecznie zmuszeni zostali do kapitulacji.
Generał Richard Heidrich został 2 maja 1945 roku wzięty do niewoli przez Amerykanów, a następnie przekazany Brytyjczykom, którzy chcieli postawić go przed sądem z oskarżenia o zbrodnie wojenne. Nim do tego doszło, zmarł w szpitalu w Hamburgu 22 grudnia 1947 roku.